# Robert Fitzwalter, 1. Baron Fitzwalter

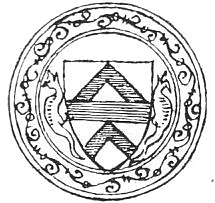
Siegel von Robert Fitzwalter, 1. Baron Fitzwalter. Zeichnung von 1611 nach dem Siegel von 1301

Robert Fitzwalter, 1. Baron Fitzwalter (* 1247 in Henham; † 18. Januar 1326) war ein englischer Adliger und Militär.

## Herkunft
Robert Fitzwalter entstammte der anglonormannischen Familie Fitzwalter, einer mächtigen Adelsfamilie aus Essex. Er war ein Sohn von Sir Walter Fitzwalter und dessen Frau Maud. Sein Vater war der älteste Sohn und Erbe von Robert FitzWalter, einem der Führer der Adelsopposition gegen König Johann Ohneland. Er starb bereits 1258, als Robert noch minderjährig war.

## Leben
Nachdem Robert 1268 für volljährig erklärt worden war, konnte er sein Erbe antreten. Zu seinen Besitzungen gehörten zahlreiche Güter in Essex sowie Baynard’s Castle in London, das er jedoch 1275 an Erzbischof Robert Kilwardby von Canterbury verkaufte. Durch seine Heirat mit Dervorguilla de Burgh erwarb er ein lebenslanges Nutzungsrecht von weiteren Gütern in Essex und Hertfordshire. 1274 wurde er zum Ritter geschlagen. Ab 1276 nahm er an zahlreichen Feldzügen im Dienst von König Eduard I. teil, darunter an den Feldzügen zur Eroberung von Wales, an der Niederschlagung der Rebellion von Rhys ap Maredudd 1287, von 1296 bis 1297 am Krieg mit Frankreich und danach am Schottischen Unabhängigkeitskrieg. In Schottland nahm er unter anderem 1298 an der Schlacht von Falkirk und 1300 an der Belagerung von Caerlaverock Castle teil. Obwohl er mit dem Verkauf von Baynard’s Castle das Recht verloren hatte, die Standarte des militärischen Aufgebots der City of London zu tragen, beanspruchte er dieses Recht noch bis mindestens 1303. Für seine Dienste dankte ihm der König, indem er ihn zum Kommandanten der königlichen Burgen Bere in Westwales und Hadleigh in Essex ernannte. Als der König ab 1289 erneut die Rechte seiner Magnaten im Quo Warranto-Verfahren überprüfen ließ, erschien Fitzwalter 1290 vor dem König und ließ sich seine Rechte bestätigten. Als der König 1292 den Earl of Gloucester und den Earl of Hereford wegen einer Fehde streng bestrafte, setzte sich Fitzwalter zugunsten von Hereford ein. Ab 1295 wurde er als Baron Fitzwalter zu den Parlamenten geladen, daneben nahm er ab 1309 an weiteren königlichen Ratsversammlungen teil. 
Dreimal trat er eine Pilgerreise an, bei denen er Santiago de Compostela und Jerusalem besuchte. Wie seine Vorfahren und seine beiden Frauen wurde er in der Familienstiftung Little Dunmow Priory beigesetzt.

## Familie und Nachkommen
Robert Fitzwalter hatte vor 1274 Dervorguilla de Burgh († 1284) geheiratet, eine Tochter von John de Burgh und Cicely de Balliol aus Wakern in Northampton. Mit ihr hatte er mindestens einen Sohn:
- Walter Fitzwalter (1275–1293), ⚭ Joan Engaine

Nach dem Tod seiner ersten Frau heiratete er 1289 in zweiter Ehe Eleanor de Ferrers, eine Tochter von Robert de Ferrers und von Alianore de Bohun. Mit ihr hatte er mehrere Kinder, darunter:
- Ida FitzWalter († 1361), ⚭ (1) Robert de la Ward, 1. Baron la Ward († vor 1309), ⚭ (2) Hugh de Neville, 1. Baron Neville († 1335)
- Robert Fitzwalter, 2. Baron Fitzwalter (um 1297–1328)
- Christian Fitzwalter, ⚭ William Marshal, 1. Baron Marshal[4]

Um 1310 heiratete er in dritter Ehe Alice del Isle, die Witwe von Sir Warin de l’Isle († 1296), Tochter des Sir Peter de Montfort († 1287). 
Da sein ältester Sohn Walter und auch dessen kleiner Sohn Robert (* 1291) vor ihm gestorben waren, wurde sein Sohn Robert aus seiner zweiten Ehe sein Erbe.